# Jenny Fleischer-Alt

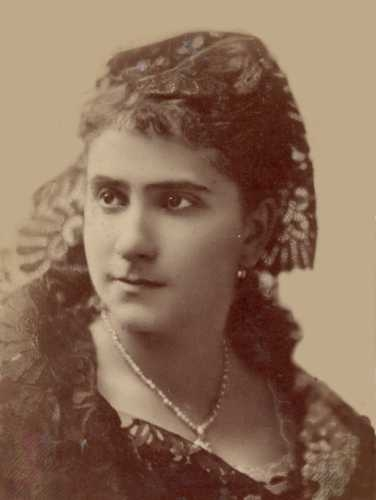
Jenny Alt als Carmen (um 1896).

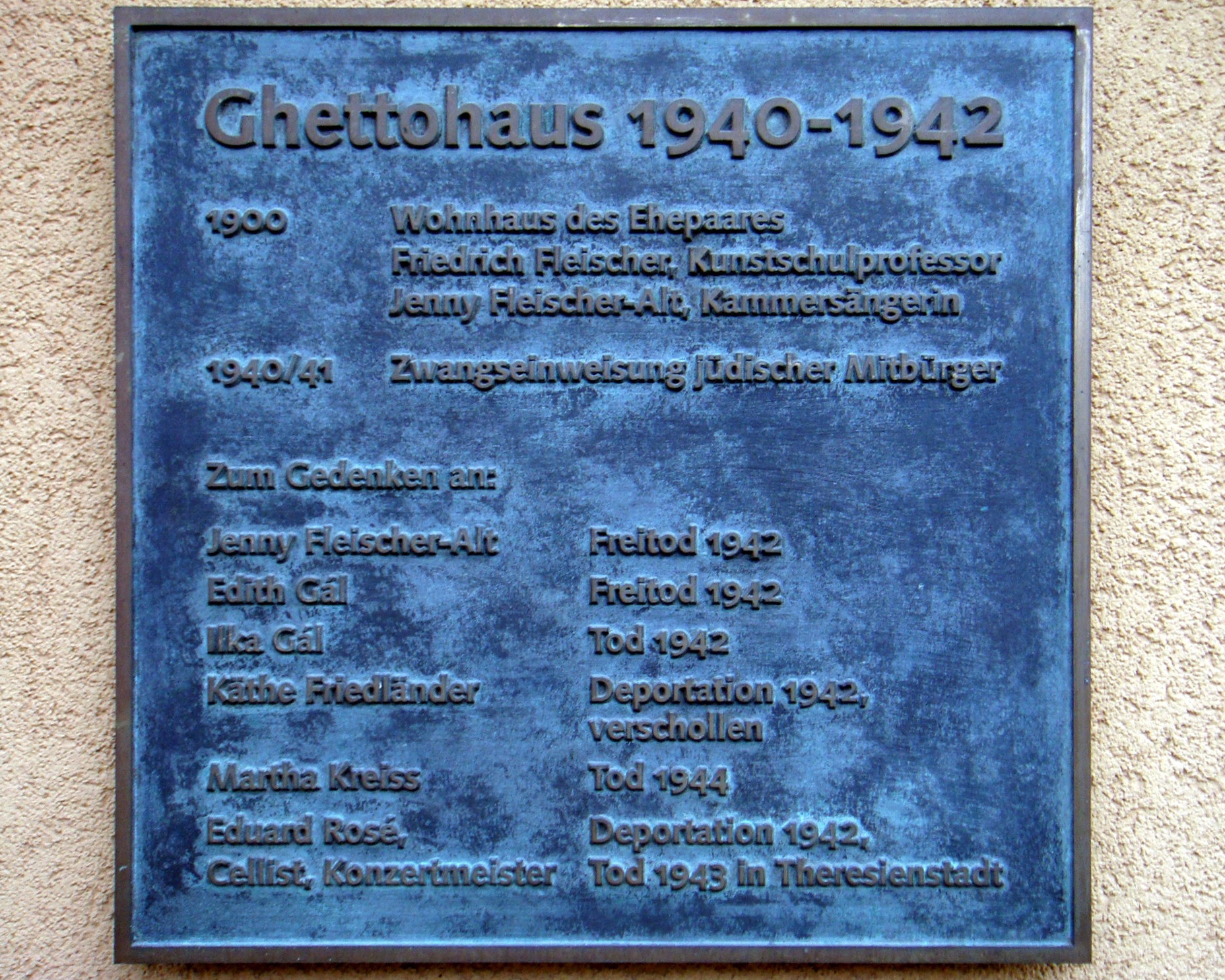
Gedenktafel an Jenny Fleischer-Alts Villa in der Belvederer Allee 6 im thüringischen Weimar.

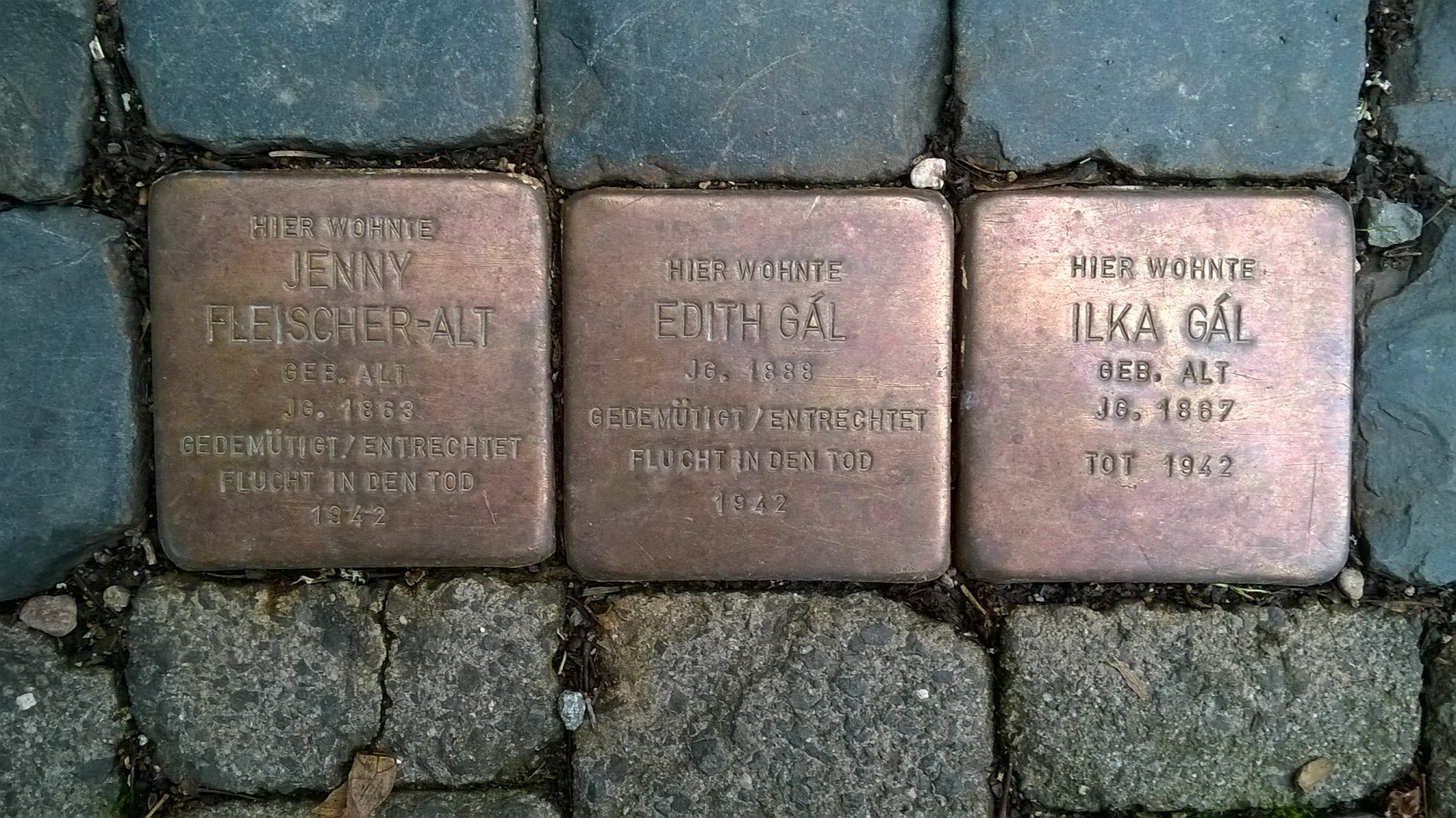
Stolpersteine vor der Belvederer Allee 6.

Jenny Charlotte Fleischer-Alt, geborene Jenny Alt (* 3. August 1863 in Pressburg; † 7. April 1942 in Weimar) war eine deutsch-ungarische Opernsängerin (Sopran).

## Leben
Jenny Alt, Tochter des jüdischen ungarischen Arztes Leopold Alt, brach schon in ihrer Jugend mit der familieren Konfession und trat zum Christentum über. Sie erhielt ihre musikalische Ausbildung zuerst bei Viktor Rokitansky in Wien, dann bei Francesco Lamperti in Mailand. 1881 erfolgte ihr Bühnendebüt an der Berliner Kroll-Oper als Marie in Gaetano Donizettis Regimentstochter. In der Spielzeit 1881/82 sang Alt am Stadttheater von Würzburg, von 1882 bis 1884 am Deutschen Theater in Prag, und dann für eine Spielzeit (1884/85) am Hoftheater Wiesbaden. 1885 kam Alt auf Initiative des Lisztschülers und früheren Weimarer Generalintendanten Hans Bronsart von Schellendorf an das Weimarer Hoftheater, wo sie als erste Sopranistin engagiert war. Gastspiele führten Alt an die Wiener Hofoper (1884), an die Hofopern von Berlin und München, an die Hoftheater von Kassel und Braunschweig sowie an das Opernhaus von Budapest. Im Juli 1890 wurde Alt aufgrund ihrer Leistungen von Großherzog Carl Alexander von Sachsen-Weimar-Eisenach zur Großherzoglichen Kammersängerin ernannt.
Alt war als Carmen in der gleichnamigen Oper von Georges Bizet sehr erfolgreich und trug darüber hinaus insbesondere Partien aus dem Bereich des Koloratursoprans vor, z. B.:
- die Amina in La sonnambula von Vincenzo Bellini,
- die Gilda im Rigoletto von Giuseppe Verdi,
- die Elvira in Die Stumme von Portici von Daniel-François-Esprit Auber,
- die Martha in der gleichnamigen Oper von Friedrich von Flotow,
- die Marguerite de Valois in Die Hugenotten von Giacomo Meyerbeer,
- die Madeleine im Postillon de Lonjumeau von Adolphe Adam,
- die Philine in Mignon von Ambroise Thomas,
- die Susanna in Figaros Hochzeit von Wolfgang Amadeus Mozart und
- die Anna in La dame blanche von François-Adrien Boieldieu

1891 heiratete Alt den Kunstprofessor Friedrich (Fritz) Fleischer und zog sich von der Bühne zurück. Ihr Mann entstammte einer wohlhabenden jüdischen Unternehmerfamilie und war ein entschiedener Gegner der Kunstauffassung des Bauhauses.(1) Das Ehepaar Fleischer zog im Jahr 1900 in die Villa in der Belvederer Allee 6. Im September 1919 nahm sie wieder eine berufliche Tätigkeit auf und wurde Gesangsdozentin an der Staatlichen Landesmusikschule (bis 1927).
Fritz Fleischer verstarb am 1. Januar 1938. Zwei Jahre später zogen ihre herzkranke Schwester Ilka Gál, die Mutter des Komponisten Hans Gál, sowie die Nichte Edith Gál bei ihr ein. Ab 1939 wurde der Künstlerin der Zugang zu ihren privaten Konten verweigert. 1940 wurden von der Gestapo in das Haus von Fleischer-Alt die alleinstehenden jüdischen Frauen Käthe Friedländer und Martha Kreiß eingewiesen. Ihre Villa diente nunmehr als „Juden- und Ghettohaus“. Im Dezember 1941 kam der Cellist Eduard Rosé (Mitbegründer des Rosé-Quartetts) hinzu. Fleischer-Alts Schwester Ilka starb im Februar 1942 durch einen Unfall, der hohe Behandlungskosten mit sich brachte. Aus Angst vor der Deportation vergiftete sich Jenny Fleischer-Alt zusammen mit ihrer Nichte Edith Gál am 7. April 1942.
Fleischer-Alt wurde in der Familiengruft in Jena beigesetzt.

## Ehrungen
- Vor ihrem ehemaligen Weimarer Wohnhaus in der Belvederer Allee 6 wurde 2008 ein Stolperstein für Jenny Fleischer-Alt und weiterer zwei Familienmitglieder verlegt.[3][4] Diese Stolpersteine sind auf der Liste der Stolpersteine in Weimar vermerkt.

- Am 7. April 2025 benannte die Musikhochschule  Weimar die Aula des Beethovenhauses Belvedere nach Jenny Fleischer-Alt.[5][6]